# FA Women's Championship
FA Women's Championship är den nästa högsta divisionen i engelsk damfotboll, efter FA Women's Super League. Den startades 2014 med tio deltagande lag som Women's Super League 2, och bytte till det nuvarande namnet inför säsongen 2018/2019.
Doncaster Rovers Belles LFC, Sheffield FC Ladies, Oxford United WFC och Watford FC. Ladies förlorade efter säsongen 2017–2018 sin elitfotbollslicens då det krävs en ekonomi i balans för att vara med i de två högsta serierna, så de blev nedflyttade. Brighton & Hove Albion var det enda lag som ansågs ha tillräckligt god ekonomi att bli uppflyttat.
Till 2018/2019 blev det därför stora förändringar. Genom playoff gick Charlton Athletic.Lewes, Leicester City Women, Sheffield United kom från FA Women's National League North och FA Women's National League South Dessa lag ansågs ha så god ekonomi att de kunde klara elitfotbollslicensen och fick ta över platserna efter de lag som blivit nedflyttade av ekonomiska skäl. Manchester United startade en damsektion och eftersom de fick ekonomiskt stöd från moderklubben fick de börja i FA Women's Championship. Manchester United som blev etta och Tottenham Hotspur som blev tvåa gick upp till FA Women's Super League. Men inget lag blev nedflyttat. Blackburn Rovers och Coventry United blev uppflyttade från FA Women's National League North och FA Women's National League South.  
Vinnaren 2019/2020 kommer att flyttas upp till FA Women's Super League. Det lag som kommer sist blir nedflyttat. Vinnaren i FA Women's National League North och FA Women's National League South kommer att spela playoff och vinnaren går upp till FA Women's Championship.

## Klubbar
Följande elva klubbar spelar i WC 2021/2022.
- Bristol City
- Blackburn Rovers
- Coventry United
- Crystal Palace
- Charlton Athletic
- Durham
- Liverpool
- Lewes
- Watford
- London City Lionesses (Millwall Lionesses bröt med moderklubben Millwall FC och bytte därför namn.)
- Sheffield United
- Sunderland

## Mästare
| Säsong    | Vinnare                 | Andra plats             | Tredje plats       |
| --------- | ----------------------- | ----------------------- | ------------------ |
| 2014      | Sunderland              | Doncaster Rovers Belles | Reading            |
| 2015      | Reading                 | Doncaster Rovers Belles | Everton            |
| 2016      | Yeovil Town             | Bristol City            | Everton            |
| 2017      | Everton                 | Doncaster Rovers Belles | Millwall Lionesses |
| 2017/2018 | Doncaster Rovers Belles | Brighton & Hove Albion  | Millwall Lionesses |
| 2018/2019 | Manchester United       | Tottenham Hotspur       | Charlton Athletic  |
| 2019–20   | Aston Villa             | Sheffield United        | Durham             |
| 2020–21   | Leicester City          | Durham                  | Liverpool          |

Kommentarer
1. 1 2 3 4 5 6 7 8 9 10 11  Uppflyttade
2. 1 2 3 4 5 6 7 8 9 10 11 12  Ej uppflyttad
3. ↑  Drog sig ur ligan och nedflyttades